# Palazzo di Giustizia (Halifax, Canada)
Il Palazzo di Giustizia di Halifax (in inglese: Halifax Court House) è un edificio storico della città di Halifax in Canada. 

## Storia
L'edificio venne eretto tra il 1858 e il 1860 secondo il progetto dell'architetto William Thomas.
È stato dichiarato un sito storico nazionale nel 1969.

## Descrizione
Il palazzo, di stile neoclassico, si trova nel centro della città. Leggermente arretrato rispetto alla strada, l'edificio a facciata simmetrica in pietra si erge su tre piani e si distingue per la sua sezione centrale con colonne di ordine tuscanico.

## Galleria d'immagini

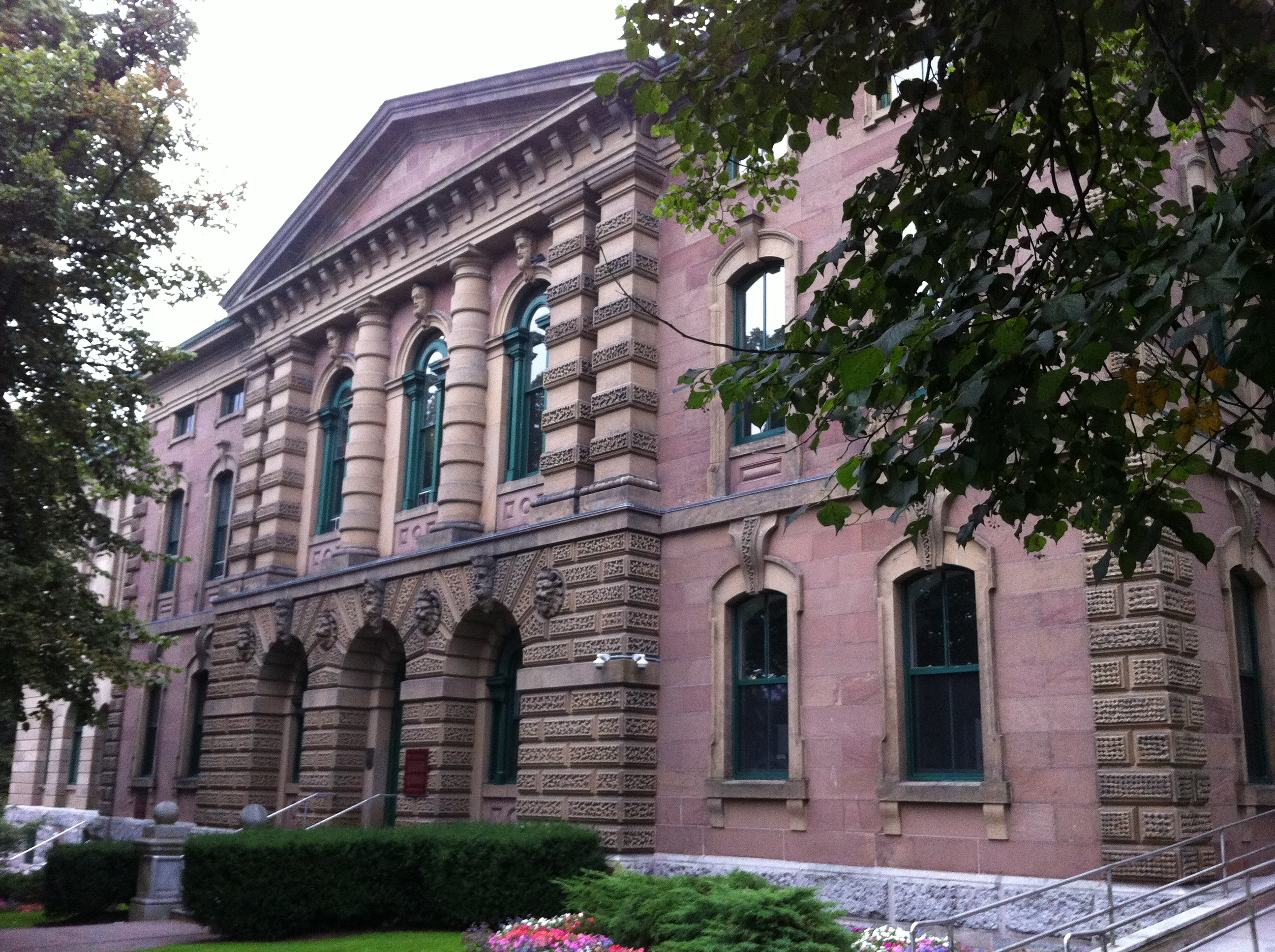
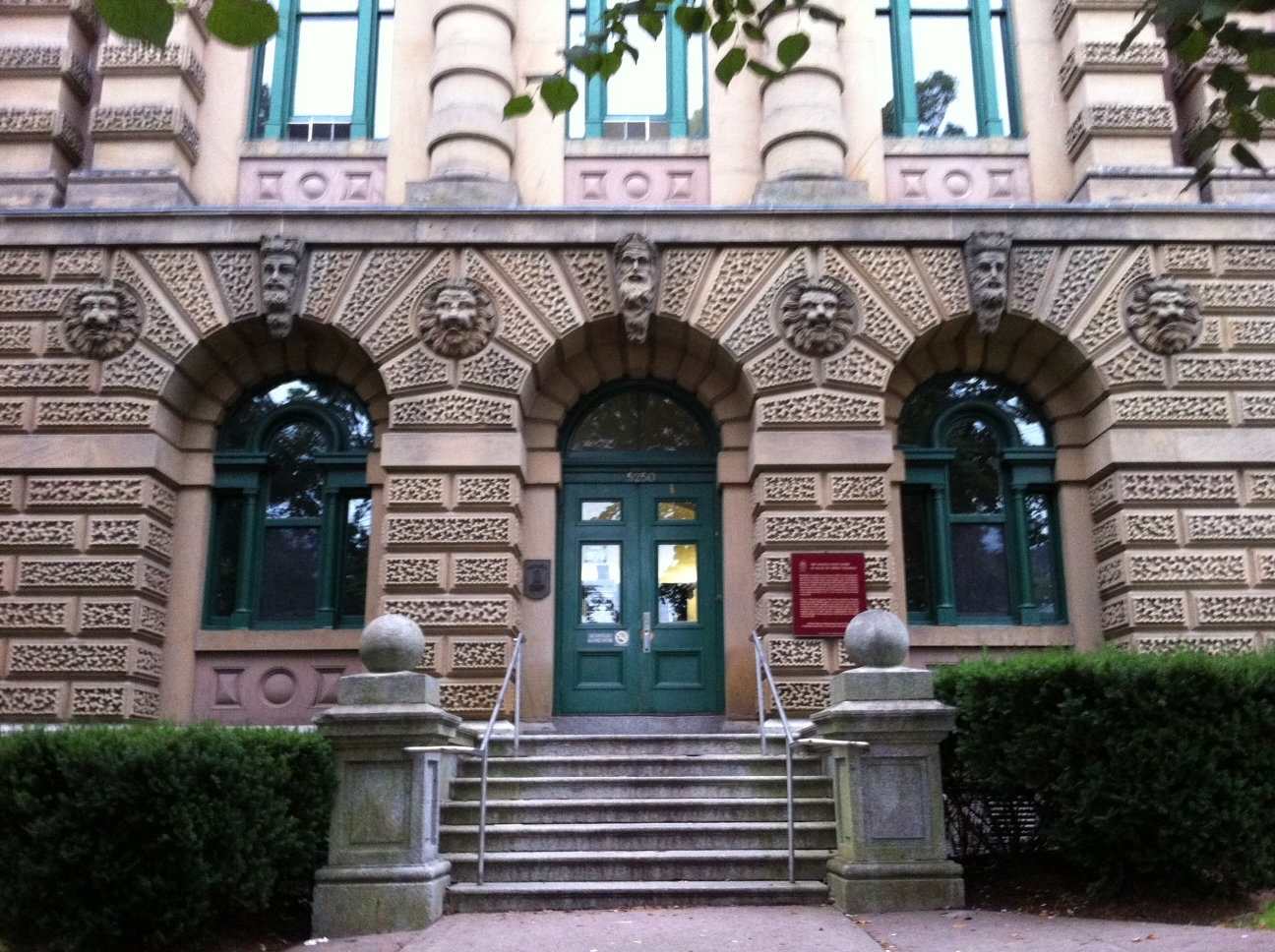
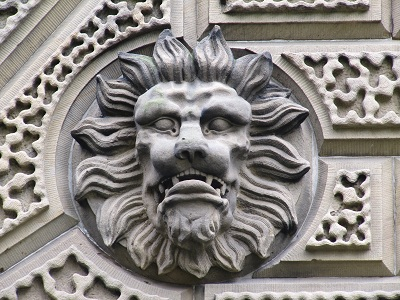